# Jack Hawkins
Jack Hawkins (Londres, 14 de septiembre de 1910-Londres, 18 de julio de 1973) fue un actor británico que tuvo gran éxito entre las décadas de 1950 y 1960.

## Biografía
Era el menor de cuatro hermanos. Su padre era constructor, pero Jack se interesó más en la interpretación que en el negocio familiar de la construcción. Hawkins debutó en Londres a la edad de doce años en el papel de Elf King, en la obra teatral Where The Rainbow Ends. A los diecisiete, volvió a actuar en la misma obra, pero en el papel de St. George. A los dieciocho, actuó en Broadway en Journey's End. A los veintiuno, en Londres, hizo el papel de un joven amante en Autumn Crocus.
Debido a la Segunda Guerra Mundial, Jack interrumpió su carrera para servir en los Reales Fusileros Galeses, y con el grado de coronel pasó gran parte de su servicio organizando la ENSA (Asociación de Espectáculos de las Fuerzas Armadas) en la India y coordinando el entretenimiento de las tropas británicas en dicho país. Al término de la guerra logró reanudar una sólida carrera en el cine, a menudo desempeñando roles autoritarios pero de poca importancia, en películas como One Five (1952), The Long Arm (1956) y The Cruel Sea (1953), donde interpreta al capitán George Erickson de la corbeta HMS Compass Rose, en uno de sus más importantes papeles, convirtiéndose así en estrella. Por esta misma época fue, junto con Vittorio De Sica, Dan Dailey y Richard Conte, una de las cuatro estrellas de las series de televisión que produjo J. Arthur Rank. Alexander Korda aconsejó a Jack que trabajase en el cine y le ofreció un contrato de tres años. Irónicamente, Hawkins era liberal y hombre emotivo, en marcado contraste con su apariencia conservadora en la pantalla. 
Hacia finales de la década de 1950, Hawkins desempeñó papeles de carácter, a menudo en películas épicas como El puente sobre el río Kwai (1957), Lawrence de Arabia (1962), en el papel del general Edmund Allenby, y Oh! What a Lovely War (1969). En El puente sobre el río Kwai, Hawkins tuvo que convencer a su gran amigo Alec Guinness para que aceptara el papel del coronel Nicholson, rol que llevó a Guinness a ganar el premio Óscar al mejor actor.
Una de sus películas favoritas, la película de atracos The League of Gentlemen (1960), fue considerada bastante innovadora para su época en sus referencias al sexo. La película fue popular en la taquilla británica y le dio a Hawkins su papel principal final.
Algunas de sus interpretaciones más inusuales incluyen la de un faraón egipcio en Tierra de faraones (1955); Quinto Arrio, padre adoptivo de Ben-Hur en la película del mismo nombre (1959), aunque no fue nominado al premio Óscar al mejor actor de reparto, que finalmente ganó su compañero Hugh Griffith, y el papel del reverendo fanático Otto Witt en Zulú (1964).
«Estoy cansado de interpretar a tipos decentes», dijo en una entrevista de 1954. «Con el labio superior rígido y la moral aún más rígida. Los voy a matar antes de que me maten como actor. Y quiero historias escritas para mí, no rechazos destinados a otros compañeros... Solo los heredo de otras personas. A menudo, encuentro que han dejado el nombre del actor originalmente sugerido para el papel. Siempre los mismos nombres antiguos... Errol Flynn, Gregory Peck... cinco o seis más. Antes de que les llegue el guion, alguien se acuerda de mí, especialmente si se trata de uno de esos personajes infernalmente agradables».
Hawkins conoció a su primera esposa, Jessica Tandy, en la producción de Autumn Crocus y se casó con ella en 1932. Tuvieron una hija, Susan Hawkins (1934), y se divorciaron en 1942. Su segunda esposa fue Doreen Lawrence, a quien conoció durante la producción de Private Lives; juntos tuvieron tres hijos: Caroline, Andrew y Nicholas Hawkins. Este enlace duró de 1946 hasta 1973, año en que el actor falleció.
Hawkins, un fumador empedernido de tres paquetes al día, comenzó a experimentar problemas de voz a finales de la década de 1950. Con el desconocimiento para el público, se había sometido a un tratamiento con cobalto en 1959 para lo que entonces se describió como una afección secundaria de la laringe, pero que probablemente era cáncer.
Ya en 1966 se le diagnosticó cáncer de garganta y se le tuvo que extirpar completamente la laringe. Posteriormente sus interpretaciones fueron dobladas, con la aprobación del actor, por Charles Gray o Robert Rietti. En marzo de ese año, apareció en una proyección real de Born Free, a la que asistió la reina y recibió una ovación de pie. La pérdida de la voz fue algo muy grave para él, pues su voz de barítono tenía un acento culto. En privado, hizo uso de una laringe artificial para hablar.
En mayo de 1973, Hawkins se sometió a una operación experimental en su garganta para insertar una caja de voz artificial. En junio comenzó a sufrir hemorragias y fue ingresado en el Hospital St. Stephen's, Fulham Road de Londres, lo que le obligó a abandonar The Tamarind Seed (1974), en la que Hawkins iba a interpretar a un general ruso. Jack Hawkins murió en dicho hospital de Londres, el 18 de julio de 1973. Tenía sesenta y dos años. 
Su última aparición fue en la miniserie de televisión QB VII. Su autobiografía, Anything For a Quiet Life, se publicó después de su muerte. Fue incinerado y sus cenizas enterradas en Golders Green Crematorium en el norte de Londres.

## Filmografía
- 1930 Birds of Prey
- 1932 The Lodger
- 1932 The Good Companions
- 1933 The Lost Chord
- 1933 I Lived With You
- 1933 The Jewel
- 1933 A Shot in the Dark
- 1934 Autumn Crocus
- 1934 Death at Broadcasting House
- 1935 Peg of Old Drury
- 1937 Beauty and the Barge
- 1937 The Frog
- 1938 Who Goes Next?
- 1938 A Royal Divorce
- 1939 Murder Will Out,
- 1940 The Flying Squad
- 1942 Next of Kin,
- 1948 El ídolo caído
- 1948 Bonnie Prince Charlie
- 1948 The Small Back Room
- 1950 State Secret
- 1950 La rosa negra
- 1950 The Elusive Pimpernel
- 1951 The Adventurers
- 1951 No Highway
- 1951 Home at Seven
- 1952 Angels One Five
- 1952 The Planter's Wife
- 1952 Mandy
- 1953 The Cruel Sea
- 1953 Twice Upon a Time
- 1953 The Malta Story
- 1953 The Intruder
- 1954 Front Page Story
- 1954 The Seekers
- 1955 The Prisoner
- 1955 Touch and Go
- 1955 Tierra de faraones (EE. UU.)
- 1956 The Long Arm
- 1956 The Man in the Sky
- 1957 Fortune is a Woman
- 1957 El puente sobre el río Kwai
- 1958 Gideon's Day
- 1958 The Two-Headed Spy, de André de Toth
- 1959 Ben-Hur
- 1960 The League of Gentlemen
- 1961 Two Loves (EE. UU.)
- 1962 Five Finger Exercise, de Daniel Mann
- 1962 Lawrence de Arabia
- 1963 Lafayette
- 1963 Rampage (EE. UU.)
- 1963 Zulú
- 1964 The Third Secret
- 1964 Guns at Batasi, de John Guillermin
- 1965 Masquerade
- 1965 Lord Jim
- 1965 Judith
- 1967 Great Catherine
- 1968 Shalako, de Edward Dmytryk
- 1968 The Poppy Is Also a Flower
- 1968 Stalked
- 1969 Oh What a Lovely War
- 1969 Monte Carlo or Bust!
- 1969 Twinky
- 1970 Waterloo
- 1970 Jane Eyre
- 1970 The Beloved
- 1970 The Adventures of Gerard
- 1971 Nicolás y Alejandra
- 1971 When Eight Bells Toll
- 1972 Kidnapped
- 1972 Escape to the Sun
- 1972 El joven Winston
- 1973 Theatre of Blood
- 1973 Tales that Witness Madness
- 1974 QB VII

## Premios y distinciones
Festival Internacional de Cine de San Sebastián
| Año  | Categoría                     | Película                      | Resultado |
| ---- | ----------------------------- | ----------------------------- | --------- |
| 1960 | Premio Zulueta al mejor actor | Objetivo: banco de Inglaterra | Ganador   |